# کارل کروسادا
کارل کروسادا (انگلیسی: Carl Krusada؛ ۱۵ اوت ۱۸۷۹ – ۲۵ ژانویهٔ ۱۹۵۱) فیلم‌نامه‌نویس اتریشی‌الاصل اهل ایالات متحده آمریکا بود.
از فیلم‌هایی که وی در آن‌ها نقش داشته‌است، می‌توان به مهمان ناخوانده اشاره نمود.